# Comitatul Douglas, Nebraska
Comitatul Douglas (în engleză Douglas County) este cel mai mare comitat din statul Nebraska, Statele Unite ale Americii. A înregistrat o populație de 584,526 locuitori la recensământul din 2020. 30% din populația statului trăiește în acest comitat, fiind cel mai populat și important.
Reședința este la Omaha, cel mai mare oraș din stat.

## Geografie
Comitatul Douglas se află la granița de est a statului. Limita sa de est se învecinează cu linia de graniță de vest a statului Iowa, peste râul Missouri. Râul Elkhorn curge spre sud prin partea centrală a comitatului și este mărginit la est (râul Missouri) și la vest (râul Platte) de râuri. Potrivit Biroului de Recensământ al SUA, județul are o suprafață totală de 880km2 (339 mile pătrate), dintre care 8502 este teren (96,8%), iar 282 (3,2%) este apă.

## Demografie
La recensământul din 2020, comitatul Douglas a înregistrat 584,526 locuitori, în creștere față de recensăminte anterioare. 
Densitatea populație comitatului  este de 664,2/km2.
Structura rasială a comitatului a fost de:
- 68,8% Albi

- 11,5% Negri

- 12,9% Hispanici sau Latino

- 1,2% Amerindieni

- 4,3% asiatici

- 2,8% de la două s-au mai multe rase.

## Localități
Municipii
- Bennington - 2,026 locuitori

- Omaha - 486,051 locuitori

- Ralston - 6,494 locuitori

- Valley - 3,037 locuitori

Sate
- Boys town - 607 locuitori

- Waterloo - 935 locuitori

## Educație
Districturile școlare includ:
- Școlile publice din Arlington

- Școlile publice din Bennington

- Școlile comunitare din vestul comitatului Douglas

- Școlile Publice Elkhorn

- Școlile comunitare Fort Calhoun

- Școlile publice din Fremont

- Școlile Publice Gretna

- Școlile Publice Millard

- Școlile publice din Omaha

- Școlile publice din Ralston

- Școli comunitare Westside

- Școlile publice din Yutan